# Un ballo in maschera (quadrille)
Pour les articles homonymes, voir Un ballo in maschera (homonymie) et Le Bal masqué.
Un ballo in maschera, op. 272 (Quadrille du Bal masqué) est un quadrille de Johann Strauss II créé le 21 décembre 1862 au Volksgarten de Vienne.

## Description
Ce quadrille, toujours populaire aujourd'hui, est composé de motifs de l'opéra Un ballo in maschera de Giuseppe Verdi. Le compositeur perpétue ainsi une tradition de quadrilles basés sur des motifs issus d'œuvres scéniques d'autres compositeurs. Après la première, l'œuvre devient partie intégrante du répertoire straussien et est encore jouée de nos jours.

## Durée
Sa durée d'exécution est d'environ 6 minutes. Elle peut varier quelque peu selon l'interprétation musicale du chef d'orchestre. 

## Interprétations notables
La pièce a notamment été jouée lors du concert du nouvel an 1988 à Vienne, sous la direction de Claudio Abbado.